# Vasîlivka, Kobeleakî
Vasîlivka (în ucraineană Василівка) este localitatea de reședință a comunei Vasîlivka din raionul Kobeleakî, regiunea Poltava, Ucraina.

## Demografie
Componența lingvistică a localității Vasîlivka
     Ucraineană (97,94%)
     Rusă (2,06%)
Conform recensământului din 2001, majoritatea populației localității Vasîlivka era vorbitoare de ucraineană (97,94%), existând în minoritate și vorbitori de rusă (2,06%).